# 서남용
서남용(1976년 8월 28일 ~ )은 대한민국의 코미디언으로, 2003년 KBS 공채 18기 개그맨이다.

## 학력
- 경남공업고등학교
- 상주대학교 섬유공학과 (중퇴)

## 바이오그래피

### 데뷔
위성채널 KBS Korea의 코미디 프로그램인 《한반도 유머 총집합》의 코너였던 <펀 스테이지>를 통해 세상에 처음으로 이름을 알렸다. 그의 그런 재능을 방송을 통해 유심히 지켜본 KBS 서수민 프로듀서에 의하여 2002년 말 KBS 《폭소클럽》에 첫 출연하게 되었는데, 그의 대표작인 <서남용의 사물흉내개그>가 그때 만들어진 것이다.

### 전성기
<사물흉내개그>를 통해 자신의 몸을 사물로 형상화하는 개그를 펼친 서남용은 매회의 방송 내용이 큰 화제를 모으며 시청자들의 관심과 사랑을 한몸에 받았다. 2003년 KBS 연예대상에서는 코미디부문 남자 신인상을 받기도 했다.

### 오랜 공백기
이후 오랜 공백기를 갖던 서남용은 2008년 1월 《개그콘서트》의 <대학로 블루스>와 <날아라! 변튜어디스> 코너를 통해 3년만에 복귀했지만, 예전만큼의 큰 호응은 얻지 못했다. 그 이후로 TV를 잠시 떠나 후배들과 함께 대학로 갈갈이홀에서 개그 공연에 매진해왔다.

### 컴백
그러다가 그는 오랜 브라운관 공백기를 깨고 마침내 2012년 5월에 《개그콘서트》의 《무섭지 아니한家 》코너를 통해 복귀하여 여러 코너들을 활동하였지만 다시 잠정 중단하였다가 2015년 8월 9일에는 《리액션 야구단》, 10월 18일에는 《블랙 스네이크》, 그리고 2017년 8월 27일에는 《욜로민박》코너에 다시 복귀하였다.

## 경력

### 방송
- KBS 2TV 《개그콘서트》
  - 〈날아라! 변튜어디스〉
  - 〈대학로 블루스〉
  - 〈무섭지 아니한家(가)〉
  - 〈기다려 늑대〉
  - 〈전설의 레전드〉
  - 〈시청률의 제왕〉
  - 〈큰세계〉
  - 〈힙합의 신〉
  - 〈리액션 야구단〉
  - 〈블랙 스네이크〉매드스컬 역
  - 〈욜로민박〉동물역
  - 〈바바바 브라더스〉
- KBS 2TV 《폭소클럽》
  - 〈서남용의 사물흉내개그〉
- KBS 2TV 《폭소클럽 2》
- KBS 2TV 《TV는 사랑을 싣고》
- MBC 《마이 리틀 텔레비전》
- SBS 《미운 우리 새끼》

### 드라마
- 《백설공주》 (2004년, KBS2)
- 《앵그리맘》 (2015년, MBC) - 상만 역
- 《놀아주는 여자》 (2024년, JTBC) - 윤현우 역 (특별출연)

### 영화
- 2023년 《봉태리》 - 진짜 자연인 역 (특별출연)

### 수상
- 2003년 KBS 연예대상 코미디부문 남자 신인상

## 유행어
- 서~ 남용입니다 (날아라 변튜어디스)
- (형, 누나들께 드리는) 뽀~ 나스! (사물개그)
- ~는 이렇습니다 (사물개그)
- 오, 이건 뭐지? (무섭지 아니한家(가))
- 신기하다 서남용마력

## 일화
- 서남용은 어릴 때부터 내성적인 성품이었지만 수업시간이나 친구들과 놀 적에 자신이 한 마디씩 날리면 사람들이 그걸 듣고 자지러지는 모습이 좋았다고 회고한다. 그리고 무엇보다 '서남용'이라는 세 글자를 이 세상에 알린 계기가 된 <사물흉내개그>는 그의 어머니로부터 감명을 얻어 만들어진 것으로, 그 원조는 자신의 어머니였다고 고백하기도 한다. 그의 어머니는 시장에 다녀온 뒤면 언제나 그에게 '길 가다 만난 다리 저는 강아지' 혹은 '좌판에 널려 있던 고등어' 따위를 흉내내곤 했다고 한다.[1]